# Reino (artist)
Karl Otto Hilding Andersson, artistnamn Reino, född 3 november 1921 i Bro församling i Göteborgs och Bohus län, död 7 november 2011 i Ljungskile församling i Västra Götalands län, var en svensk lindansare och cirkusartist.
Reino framträdde som lindansare och akrobat, assisterad av sin maka Elsye (1923–2016). Han tillhör legendarerna bland svenska cirkusartister med en världsomfattande karriär bakom sig. Ännu vid 88 års ålder (2009) utförde han en enarms handstans i en show hos Cirkus Skratt, presenterad av lindansaren Johanna Abrahamsson.
Handlingen i en kortfilm av Anna Duell från 1995 beskrivs sålunda: Den snart 80-åriga lindansaren Karl-Otto "Reino" Andersson står på huvudet på lina och undervisar sin elev Johanna Abrahamsson i en nedlagd kvarn i Uddevalla. Filmen, som är 12 minuter lång, har visats i SVT.
1984 tilldelades han Uddevalla kommuns kulturpris, 2002 Fyrstads kulturpris och 1987 avbildades han på ett svenskt frimärke, utgåvan kallad Cirkuskonsten i Sverige 200 år.
Reino avled i november 2011 nyss fyllda 90 år. Till hans minne anordnas Reinodagen av Föreningen Reinos vänner. 2013 arrangeras Reinodagen i samarbete med Kultur- och fritidsförvaltningen i Uddevalla kommun, Bohusläns museum och Bohusläningen.